# Huang Hsiao-wen
Dans ce nom chinois, le nom de famille, Huang, précède le nom personnel Hsiao-wen.
Pour les articles homonymes, voir Huang.
Huang Hsiao-wen (en chinois traditionnel : 黃筱雯 ; pinyin : Huáng Xiǎowén) est une boxeuse amateure taïwanaise, née le 31 août 1997 à Taipei. Concourant dans la catégorie poids coqs, elle est championne du monde amateure en 2019 avant de remporter la médaille de bronze en poids mouches aux Jeux olympiques de Tokyo.
Elle étudie actuellement à l'Université catholique Fu Jen.

## Carrière
En 2019, elle remporte la médaille d'or en poids coqs aux championnats du monde amateur femmes 2019 en battant la Française Caroline Cruveillier en finale.
Arrivée en demi-finale des Jeux olympiques d'été de 2020, elle perd face à la n°2 mondiale la Turque Buse Çakıroğlu et décroche la médaille de bronze en poids mouches après avoir battue la Serbe Nina Radovanović en quarts. Elle est la première athlète taïwanaise à remporter une médaille olympique en boxe.

## Palmarès

### Jeux olympiques
- Médaille de bronze en poids mouches aux Jeux olympiques d'été de 2020 à Tokyo

### Championnats du monde
- Médaille d'or en poids coqs aux championnats du monde amateur féminins 2019 à Oulan-Oudé
- Médaille d'or en poids coqs aux championnats du monde amateur féminins 2023 à Guadalajara

### Jeux asiatiques
- Médaille de bronze en poids plumes aux Jeux asiatiques de 2018 à Jakarta

### Championnats d'Asie
- Médaille d'argent en poids coqs aux championnats d'Asie amateur 2019 à Bangkok
- Médaille de bronze en poids plumes aux championnats d'Asie amateur 2017 à Hô Chi Minh-Ville
- Médaille de bronze en poids coqs aux championnats d'Asie amateur 2022 à Amman